# James Hormel

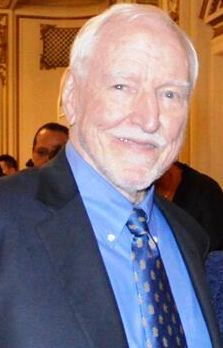
James Hormel (2015)

James Catherwood Hormel (* 1. Januar 1933 in Austin, Minnesota; † 13. August 2021 in San Francisco) war ein US-amerikanischer Diplomat und Bürgerrechtsaktivist.

## Leben
Hormel studierte bis 1955 Geschichte am Swarthmore College in Pennsylvania und bis 1958 Rechtswissenschaften an der University of Chicago, wo er später als Hochschullehrer tätig war. 1981 war er Mitgründer der LGBT-Bürgerrechtsorganisation Human Rights Campaign. Hormel war Mitglied der UN-Menschenrechtskommission und 1996 Mitglied der US-Delegation bei der Generalversammlung der Vereinten Nationen. Zudem war er im Vorstand der Handelskammer in San Francisco und der American Foundation for AIDS Research. 1995 war er Gründer des James C. Hormel Gay & Lesbian Center an der San Francisco Public Library. Vom 29. Juni 1999 bis 2001 war Hormel als Nachfolger von Clay Constantinou Botschafter der Vereinigten Staaten in Luxemburg und damit der erste offen schwule US-Botschafter.
In erster Ehe war Hormel, ein Enkel des Unternehmers George A. Hormel, ab 1955 mit Alice Turner verheiratet und hatte mit ihr fünf Kinder; die Ehe wurde 1965 geschieden. In zweiter Ehe war er mit Michael Nguyen verheiratet; er wohnte mit ihm seit den 1970er Jahren in San Francisco, wo er im August 2021 im Alter von 88 Jahren starb.

## Auszeichnungen und Preise (Auswahl)
- 2010: Lifetime Achievement Grand Marshal Award vom San Francisco Pride Board of Directors
- 2015: Nancy Pelosi Lifetime Achievement Award